# Zounguè
Zounguè è un arrondissement del Benin situato nella città di Dangbo (dipartimento di Ouémé) con 9.530 abitanti (dato 2006).